# پرگوستوس
پرگوستوس (نام علمی: Peregocetus) نام یک سرده از تیره پیش‌نهنگان است.
فسیل آن در سال 2011 توسط تیمی متشکل از اعضایی از پرو، فرانسه، ایتالیا و هلند در Playa Media Luna کشف شد.